# 14. Flak-Division
A 14. Flak-Division (em português: Décima-quarta Divisão Antiaérea) foi uma divisão de defesa antiaérea da Luftwaffe durante a Alemanha Nazi, que prestou serviço na Segunda Guerra Mundial. Foi criada a partir da 2. Flak-Division.

## Comandantes
- Walter Feyerabend, (3 de fevereiro de 1942 - 30 de novembro de 1942)[2]
- Rudolf Schulze, (1 de dezembro de 1942 - 15 de maio de 1944)[2]
- Adolf Gerlach, (15 de maio de 1944 - 8 de maio de 1944)[2]
- Max Hecht, (Maio de 1944 - maio 1944)[2]
- Adolf Gerlach, (Maio de 1944 - 2 de maio de 1945)[2]
- Müller, (1945 - 1945)[2]